# Una película de policías
Una película de policías (en anglès, A cop movie) és una pel·lícula de docudrama i acció mexicana de 2021 dirigida per Alonso Ruizpalacios. La pel·lícula és protagonitzada per Mónica del Carmen i Raúl Briones.
La pel·lícula es va estrenar al 71è Festival Internacional de Cinema de Berlín al març de 2021.

## Repartiment
El repartiment inclou:
- Mónica del Carmen com Teresa
- Raul Briones com Montoya

## Lanzamiento
L'11 de febrer de 2021, Berlinale va anunciar que la pel·lícula tindria la seva estrena mundial en l'edició 71 del Festival Internacional de Cinema de Berlín en la secció de Competència de la Berlinale, al març de 2021.

## Recepció
El lloc web de l'agregador de ressenyes Rotten Tomatoes va enquestar a 5 crítics i, categoritzant les ressenyes com a positives o negatives, va avaluar 9 com a positives i 0 com a negatives per a una qualificació del 100%. Entre les revisions, va determinar una qualificació mitjana de 7.80/10.
 

## Premis i nominacions
| Premi        | Categoria            | Nominats                                                               | Resultat    |
| ------------ | -------------------- | ---------------------------------------------------------------------- | ----------- |
| Premis Ariel | Millor pel·lícula    | Una película de policías                                               | Nominada    |
| Premis Ariel | Millor direcció      | Alonso Ruizpalacios                                                    | Guanyador   |
| Premis Ariel | Millor actriu        | Mónica Del Carmen                                                      | Guanyadora  |
| Premis Ariel | Millor actor         | Raúl Briones                                                           | Guanyador   |
| Premis Ariel | Millor fotografia    | Emiliano Villanueva AMC                                                | Nominat     |
| Premis Ariel | Millor guió original | David Gaitán, Alonso Ruizpalacios                                      | Guanyadores |
| Premis Ariel | Millor documental    | Una película de policías                                               | Guanyador   |
| Premis Ariel | Millor edició        | Yibrán Asuad                                                           | Guanyador   |
| Premis Ariel | Millor maquillatge   | Itzel Peña                                                             | Nominat     |
| Premis Ariel | Millor so            | Isabel Muñoz Cota, Javier Umpierrez, Michelle Couttolenc, Jaime Baksht | Nominats    |